# Stalag II-B
Le Stalag II-B est un camp de prisonniers de guerre de la Seconde Guerre mondiale, situé à 2,4 km à l'est du village d'Hammerstein dans la province de Poméranie (aujourd'hui Czarne, voïvodie de Poméranie en Pologne). Il est parfois désigné sous l'appellation de Stalag II-B Hammerstein.

## Chronologie

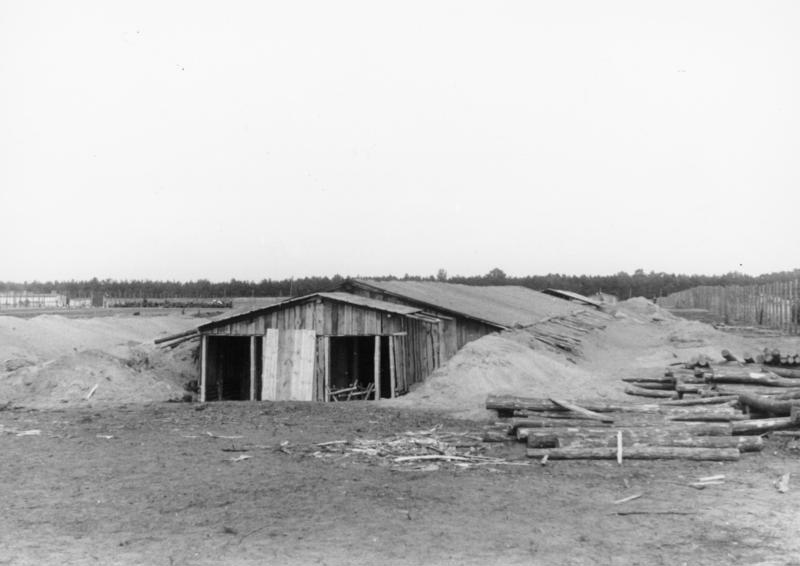
Construction d'un des baraquements du Stalag II-B, 1941.

Le camp est situé au nord d'une voie de chemin de fer, sur un ancien terrain d'entraînement de l'armée (« Übungsplatz »), qui avait déjà servi de camp de prisonniers de guerre pour les soldats russes lors de la Première Guerre mondiale. 
En 1933, il devient l'un des premiers camps de concentration nazis, accueillant tout d'abord les communistes allemands. 
Fin septembre 1939, le camp change de destination, accueillant désormais les prisonniers de guerre polonais, capturés lors de la campagne de Pologne, en particulier les captifs de l'armée Pomorze (en). En décembre 1939, on y compte 1 691 prisonniers polonais. 
D'abord hébergés dans des tentes pendant le terrible hiver 1939-1940, la construction des baraquements ne sera achevée qu'en 1941. 
À partir de juin 1940, le camp accueille les prisonniers français et belges, capturés lors de la bataille de France. Afin de laisser de la place pour ceux-ci, de nombreux Polonais sont contraints de devenir des travailleurs forcés non militaires, ne bénéficiant plus du statut de prisonniers de guerre.
La construction d'un deuxième camp, le « camp Est » (« Lager-Ost »), commence en juin 1941. Il accueillera un grand nombre de prisonniers soviétiques, capturés lors de l'opération Barbarossa. Ce deuxième camp se trouve de l'autre côté de la voie de chemin de fer. 
En novembre 1941, une épidémie de fièvre typhoïde éclate dans le « Lager-Ost ». Au total, 38 383 prisonniers de guerre soviétiques ont été détenus au Stalag II-B.
À partir d'août 1943 arrivent les premiers prisonniers de guerre américains, capturés en Tunisie.
Le camp est libéré le 9 mars 1945 par l'Armée rouge.

## Rapport officiel de l'United States Army,1ernovembre 1945

### La prison
En août 1943, le Stalag accueille ses premiers détenus américains, avec un groupe de 451 soldats de l'infanterie.
Les infrastructures d'Hammerstein accueillaient les bureaux centraux des kommandos de la région, et le camp lui-même n'abritait que rarement plus d'un cinquième de l'ensemble des détenus qui y étaient rattachés. Ainsi, fin mai 1944, bien que le camp annonce 4 807 détenus, seuls 1 000 d'entre eux étaient présents dans le camp. Au plus fort de l'occupation du camp, en janvier 1945, le camp compte 7 200 détenus américains, dont 5 315 d'entre eux répartis dans neuf « Arbeitskommandos » principaux.

### Description

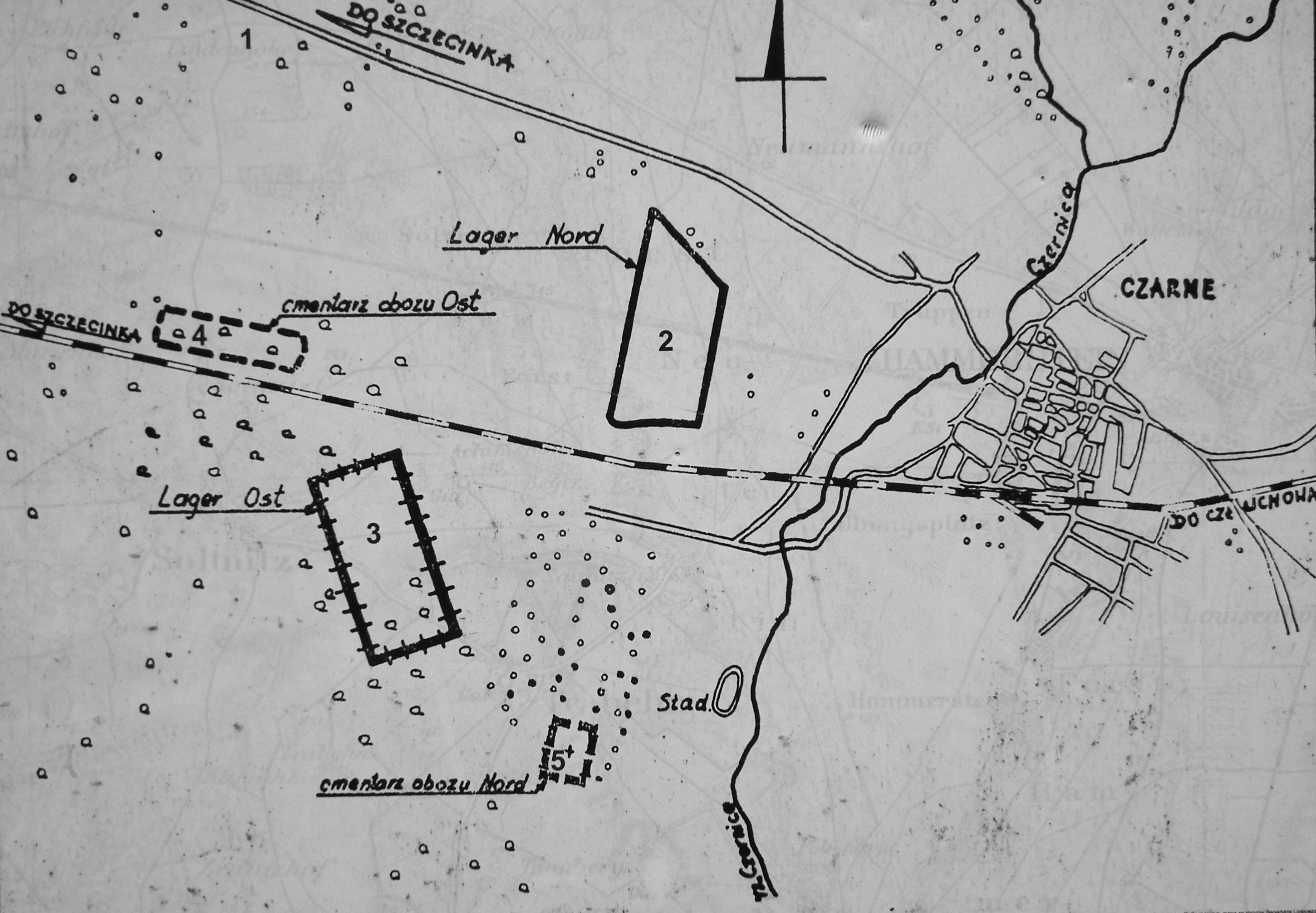
Plan du Stalag II-B et des Kommandos les plus proches.

Le camp s'étend sur 10 ha, ceint de l'habituelle double clôture de barbelés. D'autres clôtures subdivisent l'installation en sous-camps. 10 000 Soviétiques étaient détenus dans le camp de l'Est, tandis que, de l'autre côté de la voie de chemin de fer, le camp du Nord accueille les autres nationalités : 16 000 Français, 1 600 Serbes, 900 Belges, et les Américains, répartis par nationalité. Dans la zone des Américains, il y avait un terrain de sport, des ateliers, une infirmerie, des douches, et un site pour s'épouiller. Par moments, plus de 600 hommes étaient cantonnés par groupes de trois baraques de plain-pied, faisant chacune 14 m de large sur 55 m de long. Malgré cette forte promiscuité, les conditions contrastaient fortement avec le camp des Soviétiques, où plus de 1 000 prisonniers devaient se partager cet espace. Chaque baraquement était coupé en deux, avec au milieu des sanitaires avec 20 robinets. De l'eau potable était disponible à toute heure, sauf lors des deux derniers mois où elle était coupée une partie de la journée. Les châlits à trois niveaux disposaient de matelas en laine de bois, et chaque homme disposait d'une couverture fournie par les Allemands (plus deux fournies par la Croix-Rouge). À l'avant et à l'arrière des baraques se trouvait un urinoir, utilisable uniquement la nuit. L'espace avant était chauffé au moyen de trois poêles, l'espace arrière par deux poêles ; mais les rations de combustibles étaient toujours insuffisantes pour permettre ce chauffage. En décembre 1944, cette ration tombe à son plus bas, à 12 kg de charbon par poêle et par jour. Aux beaux jours, les Allemands retenaient une partie de la ration de combustible.

### Traitement des prisonniers
Les traitements infligés aux détenus américains étaient pires au Stalag II-B que dans n'importe quel autre Stalag accueillant des détenus américains avant la bataille des Ardennes. La dureté du règlement en vigueur au Stalag dégénérait régulièrement en brutalités et en meurtres de détenus dans certains des « Arbeitslagers » dépendant du Stalag II-B. Les bastonnades d'Américains par leurs geôliers allemands sont trop nombreuses pour être listées, mais les registres font état de dix Américains tués par balle dans les kommandos.
À l'automne 1943, alors que l'Hauptmann Springer cherchait des hommes pour des tâches de travail, des sous-officiers et des membres du personnel médical américain objectèrent que, selon les termes de la convention de Genève, ils n'avaient pas à travailler à moins qu'ils ne se portent volontaires pour le faire, et qu'en l'occurrence, ils ne l'étaient pas. L'Allemand répliqua qu'il n'avait que faire des termes de la convention de Genève, et qu'il pouvait changer les règles selon son bon vouloir. Sur ce, il ordonna aux détenus de se mettre en rang et de donner leurs nom et matricule pour aller rejoindre les kommandos de travail. Les Américains persistant dans leur refus, Springer ordonna à ses hommes de charger à la baïonnette contre les contrevenants. Devant la claire réticence des gardes allemands à exécuter cet ordre, l'Hauptmann Springer poussa l'un d'eux contre un Américain, ce qui aboutit à ce que les détenus forment le rang.
Parmi ces exécutions sommaires, citons le cas du private first class Dean Halbert et du private Franklin Reed. Le 28 août 1943, ces deux soldats sont assignés au Kommando de Gambin, dans le district de Stolp. Alors qu'ils travaillaient dans les champs, ils demandèrent l'autorisation de se reposer, et de quitter leur poste. Ils s'éloignèrent de leur lieu de travail, suffisamment longtemps pour que leurs gardes deviennent suspicieux à leur égard. Peu après, ils revinrent de leur lieu de travail, et l'incident vint aux oreilles de l'officier supérieur, qui donna ordre d'envoyer les deux hommes à la direction du Kommando. Peu après le départ de l'escorte, les autres Américains du Kommando entendirent plusieurs coups de feu. Les deux gardes allemands revinrent, indiquant que Halbert et Reed avaient été abattus alors qu'ils tentaient de s'évader. Ils ordonnèrent aux autres détenus de ramener les corps aux baraquements.
Dans un autre Kommando, les Allemands abattirent deux Américains, déshabillèrent leurs cadavres et placèrent les corps dans les latrines pendant deux jours, à titre d'avertissement pour les autres prisonniers de guerre. Huit autres meurtres eurent lieu durant les derniers mois de 1943, un en mai 1944 et un autre en décembre 1944. Pratiquement dans tous les cas, la raison invoquée est également la tentative d'évasion. Néanmoins, les témoins de ces événements contredisent les rapports allemands, établissant que ces tirs n'étaient pas le fait du service, mais bien de purs meurtres.

### Travail forcé
Les prisonniers de guerre détenus dans le camp, n'avaient d'autre tâche à accomplir que les corvées d'entretien de leurs baraquements et des installations du Stalag. Tous les hommes en état de travailler étaient envoyés dans les Kommandos. Par exemple, une section de 29 Américains, escortés vers une grande ferme à 6 km de Stolp, où 12 Français travaillaient déjà, non gardés. Logés dans une grange au sol de briques, ils voisinent les cochons, le bétail et la réserve de grains. Les prisonniers de guerre dormaient dans des châlits gigognes, sous deux couvertures. Les Français avaient leur propre petite bâtisse. Les gardiens dormaient, eux, dans une petite pièce attenante, ouvrant dans la pièce des Américains.
Les hommes se levaient tous les jours à 6 h, déjeunaient de rations fournies par la Croix-Rouge et de soupe de pomme de terre, de pain et d'eau chaude (pour le café) provenant de la cuisine de la ferme. À 6 h 30, lavage des cuillers et des bols émaillés et balayage du logis. Rasage et toilette dans trois grandes bassines remplies à un unique robinet d'eau froide. Latrines à trois places. À 7 h, transfert au champ de pommes de terre à bord de chariots hippomobiles, conduits par des « fermiers allemands froidement hostiles », prêts à tirer sur les « Kriege », comprendre « Kriegsgefängener » (prisonniers de guerre). Arrachage de pommes de terre sous bonne garde jusqu'à 11 h 30, puis retour à la ferme pour le repas de midi. Celui-ci est là encore constitué de rations de la Croix-Rouge, complétées d'une soupe de légumes allemands. Retour dans les charriots à 13 h, travail jusqu'à 16 h 30. Le repas du soir, à 17 h, encore les rations de la Croix-Rouge et les restes de soupe, de pommes de terre et de sauce des fermiers. Après le repas, repos dans un enclos de 9 m par 2,5 m jusqu'à 18 h 30, après quoi les prisonniers de guerre sont enfermés dans leur quartier.
Les dimanches, les gardiens autorisaient les prisonniers de guerre à faire la sieste ou à se promener dans le « jardin », même si la majorité du temps est passée à briquer le baraquement et à laver les vêtements. Le souper du dimanche comprend généralement un peu de ragoût de viande et de fromage. Une fois par mois, chaque prisonnier recevait un grand colis contenant quatre colis de la Croix-Rouge (en). Ces colis étaient envoyés dans les Kommandos éloignés par le rail et par les camions des unités de l'armée allemande stationnées à proximité. Les colis étaient stockés dans les locaux des gardiens jusqu'à la date de la distribution. La durée de la période de travail dans un Kommando variait, et pouvait durer indéfiniment ou jusqu'à la fin de la tâche assignée.

### Évacuation et libération
Le 28 janvier 1945, le commandant du camp ordonne aux prisonniers de guerre de se tenir prêts à évacuer le camp le lendemain matin à 8 h. Le master Sergeant John M. McMahan, « homme de confiance » assurant la liaison entre les prisonniers et les autorités du camp, met au point le plan d'évacuation, par groupes de 25 hommes et par compagnies de 200 hommes, surveillés par des sous-officiers. Néanmoins, au jour du départ, les gardiens allemands font sortir à la hâte les prisonniers de leurs baraquements ; le plan mis au point n'aura pas été d'une grande utilité. 1 200 hommes sont regroupés sur la route et forment une colonne disparate, tandis que 500 autres détenus sont autorisés à rester au camp. La colonne se met en marche dans la neige et le froid. Les gardiens sont plutôt agréables et emportent des rations de la Croix-Rouge.
À la fin du premier jour de marche, la colonne est décomposée en trois groupes d'environ 400 hommes chacun, les sous-officiers assurant la garde. Ces hommes vont dès lors, pendant les trois mois suivants, marcher six jours par semaine à raison d'environ 22 km par jour. Le rationnement imposé par les Allemands ne fut jamais ni régulier ni suffisant. Pratiquement à chaque arrêt, McMahan se rendait dans les fermes avoisinantes pour troquer du café et des cigarettes contre des pommes de terre qu'il distribuait aux hommes. Quant au pain, sa distribution était très irrégulière, alors qu'il s'agissait de la nourriture de base des prisonniers. La soupe était généralement très claire, mais parfois les prisonniers reçurent une soupe aux pois. De plus, grâce aux initiatives de certains sous-officiers, la colonne reçut de nouvelles rations de la Croix-Rouge, prélevées dans les stocks de camps évacués traversés par les détenus.
Sans tout cela, il paraît clair que la plupart des hommes n'aurait pas pu aller au bout de ces marches. Les capacités à la rapine de certains de ces hommes y contribua pour beaucoup, par un temps exécrable. Les prisonniers n'eurent que peu d'occasions d'échapper à un froid mordant, à la pluie ou à la neige qui tombaient pratiquement sans discontinuer. Les gîtes trouvés en chemin furent généralement des granges ou des étables, sans chauffage. Les détenus durent même parfois dormir à la belle étoile, à part quelques étapes où la grange était chauffée. Si l'on excepte une période pendant laquelle la colonne se trouva à court de rations, ce qui causa l'ire des gardiens allemands, le moral des hommes resta à un bon niveau. Ils se rasaient aussi souvent que possible, ce afin de garder une apparence aussi respectable que possible dans ces conditions. De temps à autre, les prisonniers les plus faibles étaient abandonnés, laissés au bord du chemin, et généralement intégraient la prochaine colonne de prisonniers en marche.
Ainsi, à sa traversée de Dahlen (en) en Saxe-Anhalt les 6 et 7 mars, la colonne ne comptait plus que 900 hommes. Le 19 mars à Tramm, 800 hommes de la colonne sont envoyés au travail au sein de Kommandos, 133 prisonniers étant laissés en attente. Ils sont versés la semaine suivante au sein d'une grande compagnie de Kommando, venant de Lauenburg/Elbe. Le 13 avril, la colonne est mitraillée par quatre Spitfires près de Dannenberg. Dix prisonniers sont tués. Le reste des détenus est envoyé au Marlag und Milag Nord (ou Marlag X-B) de Westertimke, où ils retrouvent les hommes qui avaient été laissés au Stalag II-B lors de leur départ. Ceux-ci en étaient partis le 18 février, lorsque la colonne d'évacuation du Stalag X-B avait traversé le camp. Ils arrivent au Marlag X-C le 16 avril. Westertimke est libérée par les Britanniques le 28 avril 1945.

## Commémoration
Le site internet « Stalag II-B », a été créé en 2007 par Renée Poupeau en mémoire de son grand-père Jean Massé, prisonnier dans ce camp. Il est très riche d'informations sur le camp et de témoignages de prisonniers ou de leur famille.
Le Stalag II-B fait l'objet d'une description dans l'ouvrage de Jacques Tardi Moi, René Tardi, prisonnier de guerre au Stalag II-B paru en 2012. Le scénario de la bande dessinée repose sur les souvenirs du père de l'auteur, emprisonné au Stalag II-B.